# Стрейт, Стивен
Стивен Стрейт (англ. Steven Strait, род. 23 марта 1986, Нью-Йорк, США) — американский актёр, фотомодель и рок-певец.

## Биография
Стивен Стрейт родился и вырос в Гринвич-Виллидж, Нью-Йорк, имеет голландское и итальянское происхождение. Начал учиться актёрству в 11 лет, сначала в 6-м классе он ходил на занятия в Village Community School. Позже он учился в иезуитской подготовительной школе Xavier High School для мальчиков и с 14 лет посещал занятия в Студии актерского мастерства Стеллы Адлер. Также обучался в актёрской студии Сьзан Бетсон Black Nexxus в Нью-Йорке. В возрасте 10 лет Стивен уже работал фотомоделью для журналов L’uomo Vogue, Spoon magazine, Details, Surface, Hollister Co. и Pop magazine и сотрудничал с такими фотографами, как Брюс Вебер, Херб Ритс и Эллен фон Анверт. Его нашёл агент Джон Бабин из «Boss Models» в местном тренажёрном зале.
У Стивена есть младшая сестра. В молодые годы играл в общегородской баскетбольной лиге. Мать Стивена имеет третью степень чёрного пояса по карате и долгое время была чемпионом на восточном побережье. Стивен занимался карате с 8 лет.
Первым появлением Стивена на экране была маленькая роль подростка Бобби в одном эпизоде сериала «Третья смена» на сетевом телевидении Нью-Йорка в 2001 году.
В 18 лет Стивен окончил Xavier High School и поехал в Калифорнию в надежде получить работу актёра. Придя на первое прослушивание, Стивен получил роль супергероя-подростка по имени Уоррен Пис в фильме «Высший пилотаж» (2005) с Куртом Расселом и Келли Престон в главных ролях, которая и стала его дебютом в индустрии кино. Он исполнил песню группы «The Fixx» под названием «One Thing Leads to Another» для саундтрека к фильму.
Следующим появлением Стивена на экране была роль в фильме «Неразгаданное». Там он сыграл парня-музыканта Люка Фэлкона, который мечтает стать «звездой»; в фильме также снималась Эшли Симпсон. В этом фильме он исполнил уже 7 песен в качестве саундтреков: «Boomerang», «This Is Living», «Never Said Anything», «Half Lit», «Smart in a Stupid Way» (с Эшли Симпсон), «Pure Example» и «House Lights». В 2006 году Стивен получил главную роль Кейлеба Дэнверса в триллере «Сделка с дьяволом». В последующие годы появился в ещё нескольких фильмах.
Стивен поёт и пишет тексты для группы «Tribe», которая записала свой дебютный альбом в 2005 году.

## Личная жизнь
В 2006 начал встречаться с актрисой Линн Коллинз, а 23 декабря 2007 года у них состоялась свадьба. В 2013 году они развелись.

## Фильмография
| Год        |   | Русское название        | Оригинальное название | Роль           |
| ---------- | - | ----------------------- | --------------------- | -------------- |
| 2005       | ф | Высший пилотаж          | Sky High              | Уоррен Пис     |
| 2005       | ф | Неразгаданное           | Undiscovered          | Люк Фэлкон     |
| 2006       | ф | Сделка с дьяволом       | The Covenant          | Кейлеб Дэнверс |
| 2008       | ф | 10 000 лет до нашей эры | 10,000 BC             | Д’Лех          |
| 2008       | ф | Война по принуждению    | Stop-Loss             | Майкл Коулсон  |
| 2009       | ф | Сити-Айленд             | City Island           | Тони Нарделла  |
| 2012       | с | Волшебный город         | Magic City            | Стиви Эванс    |
| 2015 —2022 | с | Пространство            | The Expanse           | Джеймс Холдэн  |
| 2019       | ф | Как живой               | Life like             | Генри          |